# Famille von Oppeln-Bronikowski
Pour les articles homonymes, voir Oppeln et Bronikowski.
 (octobre 2024).
Les familles Oppell et Oppeln-Bronikowski sont les noms de deux lignées de la même famille noble lusacienne avec le même siège ancestral à Oppeln près de Löbau, et qui est mentionnée pour la première fois dans un document en 1261 avec Werner de Opal.

## Histoire
La lignée directe de la famille von Oppeln-Bronikowski commence avec Heinrich von Oppeln, qui s'installe sur ce qui est la Posnanie et en 1412 acquit le manoir de Bronikowo près de Fraustadt. Comme il est d'usage à l'époque, il inscrit le nom de son domaine dans son nom de famille et s'appelle désormais von Oppeln-Bronikowski, tout comme ses descendants. La famille n'a rien à voir avec la ville d'Oppeln en Haute-Silésie.
La souche originelle de la famille Oppell existe toujours de manière indépendante.
Cette famille noble germano-polonaise possède des biens en Grande Pologne, la Nouvelle-Marche et la Prusse-Occidentale. Depuis 1970, une branche est propriétaire du château de Berum (de) en Frise-Orientale.

## Armes

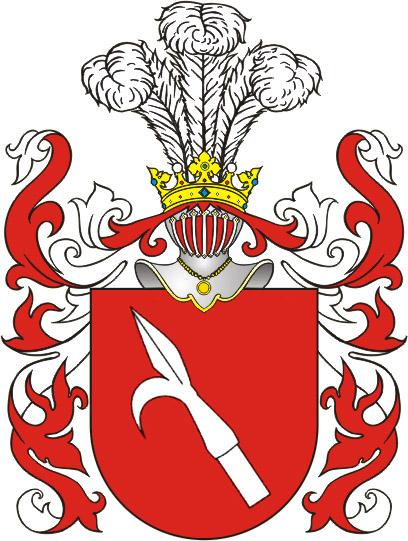
Armoiries de la famille von Oppell und Oppeln-Bronikowski

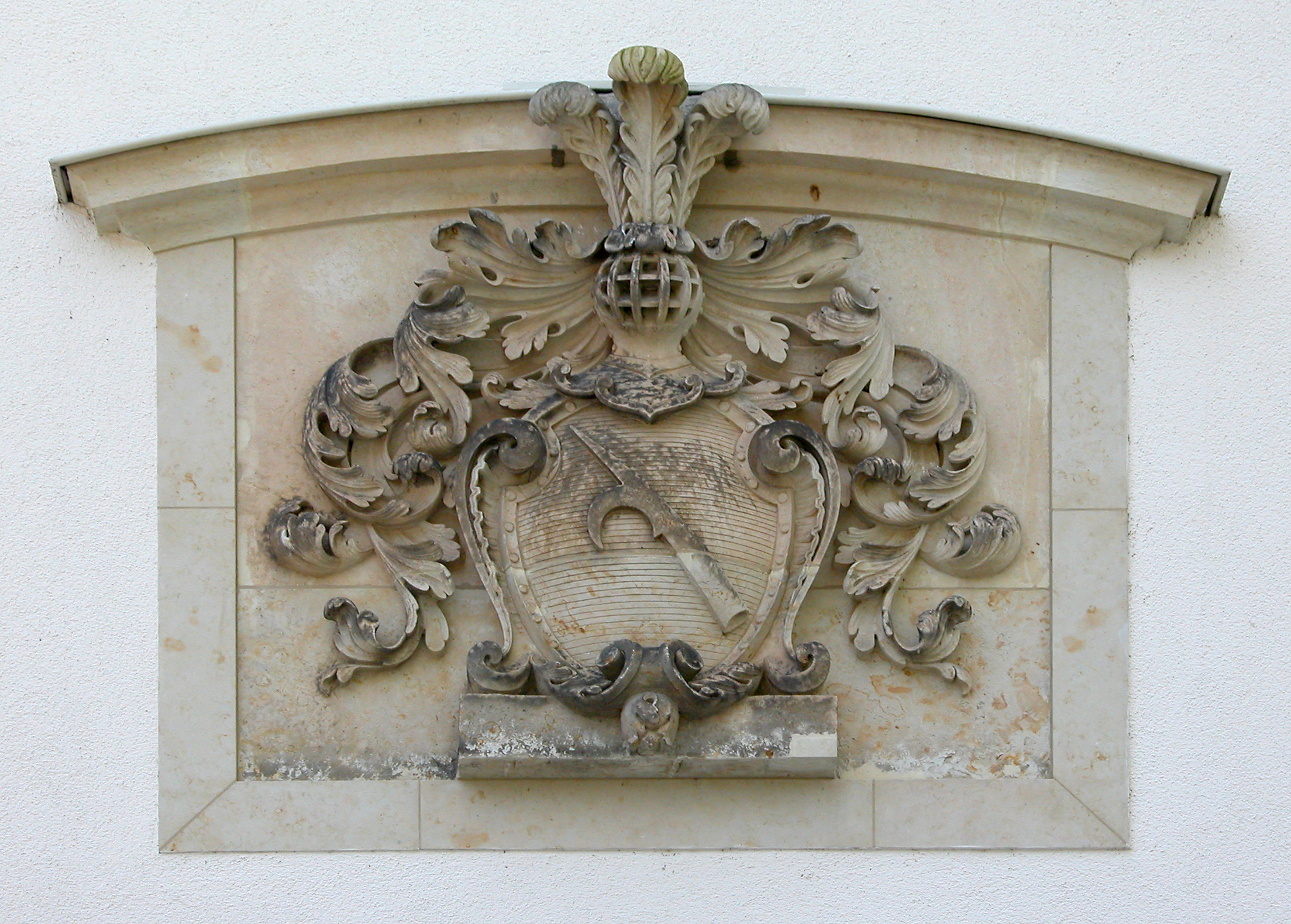
Armoiries de Hans Leo von Oppell sur le mur nord du

Blason : Le blason (sceau le plus ancien datant de 1387) montre un grappin en argent sur fond bleu en diagonale vers le haut vers la droite. Le casque aux lambrequins bleues et argentées porte trois plumes d'autruche argentées comme cimier.
Selon la tradition, les membres de la famille utilisaient des grappins pour mettre les Sarrasins en fuite.

## Personnalités

### Oppell
- Johann Georg Oppeln (von Oppel), conseiller privé, cosignataire du document sur l'armistice de Kötzschenbroda (de) 1645
- Friedrich Wilhelm von Oppel (de) (1720–1769), directeur minier saxon et cofondateur de l'école des mines de Freiberg
- Julius Wilhelm von Oppel (de) (1766-1832), homme d'État
- Carl Wilhelm von Oppel (de) (1767–1833), directeur de la manufacture de porcelaine de Meissen
- Karl Friedrich Gustav von Oppell (1795–1870), ministre saxon de la Guerre
- Hans Ludwig von Oppell (de) (1800–1876), directeur de la police saxonne, fondateur du quartier Hecht à Dresde
- August von Oppell (1827-1909), général d'infanterie prussien
- Hans Leo von Oppell (de) (1846–1915), chambellan saxon et Rittmeister

### Oppeln-Bronikowski
- Johann von Oppeln-Bronikowski (de) (1679-1765), militaire polonais et suédois, plus tard général de division prussien, appelé "ancêtre des hussards"
- Adam von Oppeln-Bronikowski (1714-1778), général saxon, chef des calvinistes en Pologne
- Karl Ludwig von Oppeln-Bronikowski (de) (1766–1842), lieutenant général prussien et adjudant du roi Frédéric-Guillaume III
- Mikołaj Oppeln-Bronikowski (1767-1817), général polonais, intendant du duché de Varsovie, chevalier de l'ordre de l'Aigle blanc
- Alexander von Oppeln-Bronikowski (1784-1834), écrivain allemand
- Rudolf von Oppeln-Bronikowski (1826-1894), général d'infanterie prussien
- Hermann von Oppeln-Bronikowsk (de) (1826-1904), lieutenant général prussien
- Hermann von Oppeln-Bronikowski (1857-1925), général d'infanterie prussien
- Kazimierz Bronikowski (de) (en fait Oppeln-Bronikowski ; 1861-1909), germaniste polonais
- Friedrich von Oppeln-Bronikowski (de) (1873-1936), écrivain allemand
- Hermann von Oppeln-Bronikowski (1899-1966), général de division allemand pendant la Seconde Guerre mondiale et champion olympique en 1936 en dressage / équipe